# E! People's Choice Awards 2019
La 45ª edizione degli E! People's Choice Awards si è svolta il 10 novembre 2019 su E! Entertainment Television.
Il primo round di candidature è stato annunciato il 4 settembre 2019.
In seguito sono elencate le categorie, il relativo vincitore è indicato in grassetto.

## Cinema

### Film del 2019
- Avengers: Endgame
- Captain Marvel
- Fast & Furious - Hobbs & Shaw (Fast & Furious Presents: Hobbs & Shaw)
- John Wick 3 - Parabellum (John Wick: Chapter 3 - Parabellum)
- Noi (Us)
- Il re leone (The Lion King)
- Spider-Man: Far From Home
- Toy Story 4

### Film drammatico del 2019
- After
- A un metro da te (Five Feet Apart)
- After
- C'era una volta a... Hollywood (Once Upon a Time in... Hollywood)
- Glass
- Noi (Us)
- Rocketman
- Ted Bundy - Fascino criminale (Extremely Wicked, Shockingly Evil and Vile)
- Triple Frontier

### Film commedia del 2019
- Murder Mystery
- Attenti a quelle due (The Hustle)
- Good Boys - Quei cattivi ragazzi (Good Boys)
- Men in Black: International
- Non succede, ma se succede... (Long Shot)
- La piccola boss (Little)
- Sempre amici (The Upside)
- Yesterday

### Film d'azione del 2019
- Avengers: Endgame
- Captain Marvel
- Godzilla II - King of the Monsters (Godzilla: King of the Monsters)
- Fast & Furious - Hobbs & Shaw (Fast & Furious Presents: Hobbs & Shaw)
- John Wick 3 - Parabellum (John Wick: Chapter 3 - Parabellum)
- Shazam!
- Spider-Man: Far From Home
- X-Men - Dark Phoenix (Dark Phoenix)

### Film per famiglie del 2019
- Aladdin
- Angry Birds 2 - Nemici amici per sempre (The Angry Birds Movie 2)
- Dragon Trainer - Il mondo nascosto (How to Train Your Dragon: The Hidden World)
- The LEGO Movie 2 - Una nuova avventura (The Lego Movie 2: The Second Part)
- Pets 2 - Vita da animali (The Secret Life of Pets 2)
- Pokémon: Detective Pikachu
- Il re leone (The Lion King)
- Toy Story 4

### Star maschile in un film del 2019
- Robert Downey Jr. – Avengers: Endgame
- Chris Hemsworth – Avengers: Endgame
- Tom Holland – Spider-Man: Far From Home
- Samuel L. Jackson – Captain Marvel
- Dwayne Johnson – Fast & Furious - Hobbs & Shaw (Fast & Furious Presents: Hobbs & Shaw)
- Keanu Reeves – John Wick 3 - Parabellum (John Wick: Chapter 3 - Parabellum)
- Adam Sandler – Murder Mystery
- Will Smith – Aladdin

### Star femminile in un film del 2019
- Zendaya – Spider-Man: Far From Home
- Jennifer Aniston – Murder Mystery
- Millie Bobby Brown – Godzilla II - King of the Monsters (Godzilla: King of the Monsters)
- Scarlett Johansson – Avengers: Endgame
- Brie Larson – Captain Marvel
- Lupita Nyong'o – Noi (Us)
- Tessa Thompson – Men in Black: International
- Sophie Turner – X-Men - Dark Phoenix (Dark Phoenix)

### Star in un film drammatico del 2019
- Cole Sprouse – A un metro da te (Five Feet Apart)
- Leonardo DiCaprio – C'era una volta a... Hollywood (Once Upon a Time in... Hollywood)
- Zac Efron – Ted Bundy - Fascino criminale (Extremely Wicked, Shockingly Evil and Vile)
- Taron Egerton – Rocketman
- Samuel L. Jackson – Glass
- Lupita Nyong'o – Noi (Us)
- Sarah Paulson – Glass
- Brad Pitt – C'era una volta a... Hollywood (Once Upon a Time in... Hollywood)

### Star in un film commedia del 2019
- Noah Centineo – The Perfect Date
- Kevin Hart – Sempre amici (The Upside)
- Liam Hemsworth – Non è romantico? (Isn't It Romantic)
- Dwayne Johnson – Una famiglia al tappeto (Fighting with My Family)
- Mindy Kaling – E poi c'è Katherine (Late Night)
- Adam Sandler – Murder Mystery
- Rebel Wilson – Non è romantico? (Isn't It Romantic)
- Ali Wong – Finché forse non vi separi (Always Be My Maybe)

### Star in un film d'azione del 2019
- Tom Holland - Spider-Man: Far From Home
- Halle Berry – John Wick 3 - Parabellum (John Wick: Chapter 3 - Parabellum)
- Robert Downey Jr. – Avengers: Endgame
- Chris Evans – Avengers: Endgame
- Dwayne Johnson – Fast & Furious - Hobbs & Shaw (Fast & Furious Presents: Hobbs & Shaw)
- Brie Larson – Captain Marvel
- Keanu Reeves – John Wick 3 - Parabellum (John Wick: Chapter 3 - Parabellum)
- Sophie Turner – X-Men - Dark Phoenix (Dark Phoenix)

### Star in un film d'animazione del 2019
- Beyoncé - Il re leone (The Lion King)
- Awkwafina – Angry Birds 2 - Nemici amici per sempre (The Angry Birds Movie 2)
- America Ferrera – Dragon Trainer - Il mondo nascosto (How to Train Your Dragon: The Hidden World)
- Tiffany Haddish – Pets 2 - Vita da animali (The Secret Life of Pets 2)
- Tom Hanks – Toy Story 4
- Kevin Hart – Pets 2 - Vita da animali (The Secret Life of Pets 2)
- Chris Pratt – The LEGO Movie 2 - Una nuova avventura (The Lego Movie 2: The Second Part)
- Ryan Reynolds – Pokémon: Detective Pikachu

## Televisione

### Serie TV del 2019
- Stranger Things
- The Big Bang Theory
- Grey’s Anatomy
- Riverdale
- This Is Us
- Il Trono di Spade (Game Of Thrones)
- The Walking Dead
- WWE Raw

### Serie TV drammatica del 2019
- Stranger Things
- Big Little Lies - Piccole grandi bugie (Big Little Lies)
- Chicago P.D.
- Grey’s Anatomy
- Riverdale
- This Is Us
- Il Trono di Spade (Game Of Thrones)
- The Walking Dead

### Serie TV commedia del 2019
- The Big Bang Theory
- The Good Place
- Grown-ish
- Modern Family
- Orange Is the New Black
- Saturday Night Live
- Schitt's Creek
- Veep - Vicepresidente incompetente (Veep)

### Serie TV sci-fi/fantasy del 2019
- Shadowhunters
- Stranger Things
- Arrow
- The Flash
- The 100
- Supernatural
- Le terrificanti avventure di Sabrina (Chilling Adventures of Sabrina)
- The Umbrella Academy

### Bingeworthy Show del 2019
- Outlander
- Law & Order - Unità vittime speciali (Law & Order: Special Victims Unit)
- Orange Is the New Black
- Queer Eye
- Stranger Things
- Tredici (13 Reasons Why)
- Il Trono di Spade (Game Of Thrones)
- The Umbrella Academy

### Star maschile in una serie TV del 2019
- Cole Sprouse – Riverdale
- KJ Apa – Riverdale
- Sterling K. Brown – This Is Us
- Kit Harington – Il Trono di Spade (Game Of Thrones)
- Jim Parsons – The Big Bang Theory
- Norman Reedus – The Walking Dead
- Milo Ventimiglia – This Is Us
- Finn Wolfhard – Stranger Things

### Star femminile in una serie TV del 2019
- Millie Bobby Brown – Stranger Things
- Danai Gurira – The Walking Dead
- Camila Mendes – Riverdale
- Mandy Moore – This Is Us
- Lili Reinhart – Riverdale
- Sophie Turner – Il Trono di Spade (Game Of Thrones)
- Maisie Williams – Il Trono di Spade (Game Of Thrones)
- Reese Witherspoon – Big Little Lies - Piccole grandi bugie (Big Little Lies)

### Star in una serie TV drammatica del 2019
- Zendaya – Euphoria
- Millie Bobby Brown – Stranger Things
- Sterling K. Brown – This Is Us
- Norman Reedus – The Walking Dead
- Lili Reinhart – Riverdale
- Sophie Turner – Il Trono di Spade (Game Of Thrones)
- Maisie Williams – Il Trono di Spade (Game Of Thrones)
- Reese Witherspoon – Big Little Lies - Piccole grandi bugie (Big Little Lies)

### Star in una serie TV commedia del 2019
- Kristen Bell – The Good Place
- Tracee Ellis Ross – Black-ish
- Tiffany Haddish – The Last O.G.
- Jameela Jamil – The Good Place
- Leslie Jones – Saturday Night Live
- Julia Louis-Dreyfus – Veep - Vicepresidente incompetente (Veep)
- Jim Parsons – The Big Bang Theory
- Yara Shahidi – Grown-ish

### Reality show del 2019
- Al passo con i Kardashian (Keeping Up with the Kardashians)
- Bachelor in Paradise
- Jersey Shore: Family Vacation
- Love & Hip Hop: Atlanta
- Queer Eye
- The Real Housewives of Beverly Hills
- The Real Housewives of Atlanta
- Vanderpump Rules

### Show di competizione del 2019
- America's Got Talent
- American Idol
- The Bachelor
- The Bachelorette
- The Challenge
- The Masked Singer
- RuPaul's Drag Race
- The Voice

### Talk show diurno del 2019
- The Ellen DeGeneres Show
- Good Morning America
- Live with Kelly and Ryan
- Red Table Talk
- Today
- The Real
- The View
- The Wendy Williams Show

### Talk show notturno del 2019
- The Tonight Show Starring Jimmy Fallon
- The Daily Show with Trevor Noah
- Full Frontal with Samantha Bee
- Jimmy Kimmel Live!
- Last Week Tonight with John Oliver
- The Late Late Show with James Corden
- The Late Show With Stephen Colbert
- Watch What Happens Live with Andy Cohen

### Concorrente di uno show del 2019
- Hannah Brown – The Bachelorette
- Tyler Cameron – The Bachelorette
- Kodi Lee – America's Got Talent
- Vanessa Vanjie Mateo – RuPaul’s Drag Race
- Tyler Oakley – The Amazing Race
- T-Pain – The Masked Singer
- Colton Underwood – The Bachelor
- Buddy Valastro – Buddy Vs. Duff

### Star di un reality show del 2019
- Khloé Kardashian – Al passo con i Kardashian (Keeping Up with the Kardashians)
- Kandi Burruss – The Real Housewives of Atlanta
- Kylie Jenner – Al passo con i Kardashian (Keeping Up with the Kardashians)
- NeNe Leakes – The Real Housewives of Atlanta
- Antoni Porowski – Queer Eye
- Kyle Richards – The Real Housewives of Beverly Hills
- Jonathan Van Ness – Queer Eye
- Lisa Vanderpump – The Real Housewives of Beverly Hills

## Musica

### Artista maschile del 2019
- Shawn Mendes
- Bad Bunny
- Drake
- Khalid
- Lil Nas X
- Post Malone
- Travis Scott
- Ed Sheeran

### Artista femminile del 2019
- Billie Eilish
- Camila Cabello
- Cardi B
- Miley Cyrus
- Ariana Grande
- Halsey
- P!nk
- Taylor Swift

### Gruppo musicale del 2019
- Blackpink
- BTS
- The Chainsmokers
- CNCO
- 5 Seconds of Summer
- Imagine Dragons
- Jonas Brothers
- Panic! at the Disco

### Artista country del 2019
- Blake Shelton
- Kelsea Ballerini
- Kane Brown
- Luke Bryan
- Luke Combs
- Maren Morris
- Thomas Rhett
- Carrie Underwood

### Artista latino del 2019
- Becky G
- Anuel AA
- J Balvin
- Bad Bunny
- Daddy Yankee
- Karol G
- Maluma
- Natti Natasha

### Album del 2019
- WHEN WE ALL FALL ASLEEP, WHERE DO WE GO? – Billie Eilish
- Cuz I Love You – Lizzo
- Death Race for Love – Juice Wrld
- Free Spirit – Khalid
- Lover – Taylor Swift
- No. 6 Collaborations Project – Ed Sheeran
- Happiness Begins – Jonas Brothers
- Thank U, Next – Ariana Grande

### Canzone del 2019
- Señorita – Shawn Mendes e Camila Cabello
- Bad Guy – Billie Eilish
- Dancing with a Stranger – Sam Smith e Normani
- I Don’t Care – Ed Sheeran e Justin Bieber
- Old Town Road – Lil Nas X feat. Billy Ray Cyrus
- 7 Rings – Ariana Grande
- Sucker – Jonas Brothers
- Talk – Khalid

### Video musicale del 2019
- Kill This Love – Blackpink
- Bad Guy – Billie Eilish
- Boy With Luv – BTS feat. Halsey
- Con Calma – Daddy Yankee e Snow
- Dancing with a Stranger – Sam Smith e Normani
- ME! – Taylor Swift feat. Brendon Urie of Panic! At The Disco
- Señorita – Shawn Mendes e Camila Cabello
- 7 Rings – Ariana Grande

### Tour del 2019
- Blackpink World Tour in Your Area – Blackpink
- Beautiful Trauma World Tour – Pink
- Enigma – Lady Gaga
- Here We Go Again Tour – Cher
- It’s My Party – Jennifer Lopez
- Love Yourself World Tour – BTS
- The Man of the Woods Tour – Justin Timberlake
- Sweetener World Tour – Ariana Grande

## Cultura pop

### Social Star del 2019
- David Dobrik
- Emma Chamberlain
- Shane Dawson
- David Dobrik
- Liza Koshy
- Tana Mongeau
- The Ace Family
- The Dolan Twins
- Rickey Thompson

### Beauty Influencer del 2019
- Bretman Rock
- Jackie Aina
- James Charles
- Nikita Dragun
- NikkiTutorials – Nikkie de Jager
- Desi Perkins
- RCL Beauty – Rachel Levin
- Jeffree Star

### Celebrità Social del 2019
- Ellen DeGeneres
- Justin Bieber
- Cardi B
- Miley Cyrus
- Ariana Grande
- Kim Kardashian
- Shawn Mendes
- Taylor Swift

### Star animale del 2019
- Doug the Pug
- Nala Cat
- Jiffpom
- Juniper The Fox
- Lil BUB
- Shinjiro Ono – Marutaro
- tecuaniventura
- Tuna The Chiweenie

### Comico del 2019
- Kevin Hart: Irresponsible – Kevin Hart
- Amy Schumer: Growing – Amy Schumer
- Celebrity Project
- Gabriel “Fluffy” Iglesias: One Show Fits All – Gabriel “Fluffy” Iglesias
- Joe Rogan Show – Joe Rogan
- Ken Jeong: You Complete Me, Ho – Ken Jeong
- Miranda Sings Live... Your Welcome – Colleen Ballinger
- Trevor Noah Tour – Trevor Noah
- Wanda Sykes: Not Normal – Wanda Sykes

### Style Star del 2019
- Harry Styles
- Cardi B
- Céline Dion
- Kim Kardashian
- Lady Gaga
- Gigi Hadid
- Jennifer Lopez
- Rihanna

### Game Changer del 2019
- Simone Biles Historic and first female Triple Double & 6th all-around title
- Drew Brees Surpassed Peyton Manning’s record
- Stephen Curry NBA- Charity
- Cori Gauff Beat Venus Williams – Amazing Wimbeldon debut
- LeBron James NBA- Charity
- Alex Morgan U.S. Women’s Soccer-Equal Pay
- Megan Rapinoe U.S. Women’s Soccer-Equal Pay
- Serena Williams Charity and Female Empowerment

### Pop Podcast del 2019
- Scrubbing In with Becca Tilley and Tanya Rad
- Armchair Expert Podcast with Dax Shepard
- Bitch Sesh: A Real Housewives Breakdown with Casey Wilson and Danielle Schneider
- Getting Curious with Jonathan Van Ness
- The Joe Rogan Experience
- Off the Vine with Kaitlyn Bristowe
- Whine Down with Jana Kramer
- WTF with Marc Maron